# Кубок Гвінеї-Бісау з футболу
Кубок Гвінеї-Бісау з футболу (порт. Taça Nacional de Guinea-Bissau) — футбольне змагання, яке щорічно проводить Федерація футболу Гвінеї-Бісау серед футбольних клубів Гвінеї-Бісау.

## Формат
Всі команди в країні можуть взяти участь у розіграші Кубка та грають за системою прямого вибування.
Команда-переможець отримує право грати в Кубку конфедерації КАФ.

## Таблиця фіналістів
| Сезон | Чемпіон                                                          | Рахунок                                                          | Фіналіст                                                         |
| ----- | ---------------------------------------------------------------- | ---------------------------------------------------------------- | ---------------------------------------------------------------- |
| 1978  | розіграш не проводився                                           |                                                                  |                                                                  |
| 1977  | Інтер (Бісау)                                                    |                                                                  |                                                                  |
| 1978  | ФК «Була»                                                        |                                                                  |                                                                  |
| 1979  | Ештрела Негра (Болама)                                           |                                                                  |                                                                  |
| 1980  | Бенфіка (Бісау)                                                  |                                                                  |                                                                  |
| 1981  | Аюда (Бісау)                                                     |                                                                  |                                                                  |
| 1982  | Спортінг (Бісау)                                                 |                                                                  |                                                                  |
| 1983  | Інтер (Бісау)                                                    |                                                                  |                                                                  |
| 1984  | Інтер (Бісау)                                                    |                                                                  |                                                                  |
| 1985  | Інтер (Бісау)                                                    |                                                                  |                                                                  |
| 1986  | Спортінг (Бісау)                                                 |                                                                  |                                                                  |
| 1987  | Спортінг (Бісау)                                                 |                                                                  |                                                                  |
| 1988  | Інтер (Бісау)                                                    |                                                                  |                                                                  |
| 1989  | Бенфіка (Бісау)                                                  |                                                                  |                                                                  |
| 1990  | Дешпортіву (Фарім)                                               |                                                                  |                                                                  |
| 1991  | Спортінг (Бісау)                                                 | 1-0                                                              | Бенфіка (Бісау)                                                  |
| 1992  | Бенфіка (Бісау)                                                  | 6-4 (Д.ч.)                                                       | Дешпортіву (Габу)                                                |
| 1993  | Порту (Бісау)                                                    |                                                                  |                                                                  |
| 1994  | ФК «Мавегру»                                                     | 2-1                                                              | Спортінг (Бісау)                                                 |
| 1995  | було оскаржено через конфлікт між Бенфіка (Бісау) та Федерацією. | було оскаржено через конфлікт між Бенфіка (Бісау) та Федерацією. | було оскаржено через конфлікт між Бенфіка (Бісау) та Федерацією. |
| 1996  | Інтер (Бісау)                                                    | 4-1                                                              | Порту (Бісау)                                                    |
| 1997  | не був зіграний                                                  | не був зіграний                                                  | не був зіграний                                                  |
| 1998  | Порту (Бісау)                                                    |                                                                  |                                                                  |
| 1999  | не був зіграний                                                  | не був зіграний                                                  | не був зіграний                                                  |
| 2000  | не був зіграний                                                  | не був зіграний                                                  | не був зіграний                                                  |
| 2001  | Рекреатіва (Мансаба)                                             |                                                                  |                                                                  |
| 2002  | ФК «Мавегру» (Бісау)                                             | 3-1                                                              | Спортінг (Бафата)                                                |
| 2003  | анульований                                                      | анульований                                                      | анульований                                                      |
| 2004  | ФК «Мавегру» (Бісау)                                             | 1-0                                                              | Спортінг (Бісау)                                                 |
| 2005  | Спортінг (Бісау)                                                 | 4-2                                                              | Атлетіку (Біссора)                                               |
| 2006  | Порту (Бісау)                                                    | 2-1 (Д.ч.)                                                       | Бенфіка (Бісау)                                                  |
| 2007  | невідомо                                                         | невідомо                                                         | невідомо                                                         |
| 2008  | Бенфіка (Бісау)                                                  | 2-0 (Д.ч.)                                                       | «Канчунгу»                                                       |
| 2009  | Бенфіка (Бісау)                                                  |                                                                  |                                                                  |
| 2010  | Бенфіка (Бісау)                                                  | 2-1                                                              | Баланташ                                                         |
| 2011  | Рекреатіва (Мансаба)                                             | 3-1                                                              | ФК «Бінар»                                                       |
| 2012  | не був зіграний                                                  | не був зіграний                                                  | не був зіграний                                                  |
| 2013  | Ештрела ді Кантаньєш                                             | 1-1 (3-1 пен.)                                                   | Тігреш ді Фронтейра                                              |
| 2014  | «Канчунгу»                                                       | 3-1                                                              | Ештрела Негра (Бісау)                                            |
| 2015  | Бенфіка (Бісау)                                                  | 5-1                                                              | Лагартуш ді Бамбадінка                                           |

## Клуби-переможці та фіналісти
| Рейтинг | Клуб                   | Титулів | Роки чемпіонств                                | Фіналіст | Роки фіналів |
| ------- | ---------------------- | ------- | ---------------------------------------------- | -------- | ------------ |
| 1       | Бенфіка (Бісау)        | 8       | 1980, 1989, 1992, 1993, 2008, 2009, 2010, 2015 | 2        | 1991, 2006   |
| 2       | Інтер (Бісау)          | 6       | 1977, 1983, 1984, 1985, 1988, 1996             | 0        | -            |
| 3       | Спортінг (Бісау)       | 5       | 1982, 1986, 1987, 1991, 2005                   | 2        | 1994, 2004   |
| 4       | Порту (Бісау)          | 3       | 1998, 2000, 2006                               | 1        | 1996         |
| 5       | ФК «Мавегру»           | 3       | 1994, 2002, 2004                               | 1        | 2000         |
| 6       | Рекреатіва (Мансаба)   | 2       | 2001, 2011                                     | 0        | -            |
| 7       | «Канчунгу»             | 1       | 2014                                           | 0        | -            |
| 7       | Ештрела ді Кантаньєш   | 1       | 2013                                           | 0        | -            |
| 7       | Дешпортіву (Фарім)     | 1       | 1990                                           | 0        | -            |
| 7       | Аюда (Бісау)           | 1       | 1981                                           | 0        | -            |
| 7       | Ештрела Негра (Болама) | 1       | 1979                                           | 0        | -            |
| 7       | ФК «Була»              | 1       | 1978                                           | 0        | -            |